# 베리티 램버트
베리티 앤 램버트(영어: Verity Ann Lambert, 1935년 11월 27일~2007년 11월 22일)는 영국의 텔레비전 및 영화 프로듀서이다.
1950년대 영국 TV업계에서 처음 일하기 시작하였으며, BBC에서 활동하기 시작한 것은 1963년부터 1965년까지 SF 드라마 <닥터 후>의 초대 프로듀서를 맡으면서부터였다. 1969년 BBC를 떠나 다른 텔레비전 방송사에서 일했으며, 특히 1970~1980년대에는 지역 민영방송사인 템스 텔레비전과 유스턴 필름스와 오랜 관계를 유지했다. 닥터 후 외에도 애덤 애더먼트 라이브스, 더 네이키드 시빌 서번트, 마인더, 위도우스 등의 제작을 맡았다. 또 영화업계에서는 손 EMI 스크린 엔터테인먼트에서 프로듀서로 활동한 바 있다. 1985년부터는 본인이 설립한 제작사 '시네마 베리티'를 운영하였으며, 그 뒤로도 프로듀서로 활동하다 2007년 세상을 떠났다.
램버트가 TV 프로듀서로 처음 일할 당시, 영국에서 여성 TV 프로듀서란 생소한 것이었다. 1963년 닥터 후 프로듀서로 발탁되었을 당시에는 BBC 텔레비전의 유일한 여성 드라마 프로듀서였으며, 또 최연소 프로듀서였다. 이에 대해 영국 방송통신 박물관 홈페이지에서는 베리티를 "영국의 훌륭한 사업가 중 한 명일 뿐만 아니라 예능업계의 가장 강력한 일원이었을 것.... 램버트는 매체에서 여성이 이룩한 진보의 상징으로 활동하였다"라 높이 평가하고 있다. 영국영화협회에서 운영하는 스크린온라인도 램버트가 "짧은 각본과 마음 맞는 연기자 여섯 명을 데리고도 작은 화면 속의 매혹적인 세상을 곧잘 만들어냈던 프로듀서 중 한 명"이라 소개하고 있다.

## 젊은 시절
램버트는 1935년 영국 런던에서 유대인 회계사의 딸로 태어나 로딘 스쿨 (Roedean School)에 진학하였다. 16살이 되던 해 6레벨을 취득해 로딘스쿨을 졸업한 뒤 런던으로 돌아와 18개월 동안 비서 학교를 다닌 뒤, 바다 건너 파리 대학으로 6개월간 어학연수를 떠났다. 이후 영어 선생님과의 인연을 바탕으로 시나리오 쓰기의 구조와 특징에 관심을 돌리게 되었다.
램버트의 첫 경력은 켄징턴 디 베어 호텔 (Kensington De Vere Hotel)에서 식당 메뉴를 작성하는 것이었다. 프랑스에 가본 적이 있고 프랑스어도 할 수 있다는 것이 취직의 계기였다. 스물한살이 되던 1956년 그라나다 텔레비전의 공보실 비서로 텔레비전 업계에 첫발을 내딛었지만, 반년 뒤에 해고됐다.

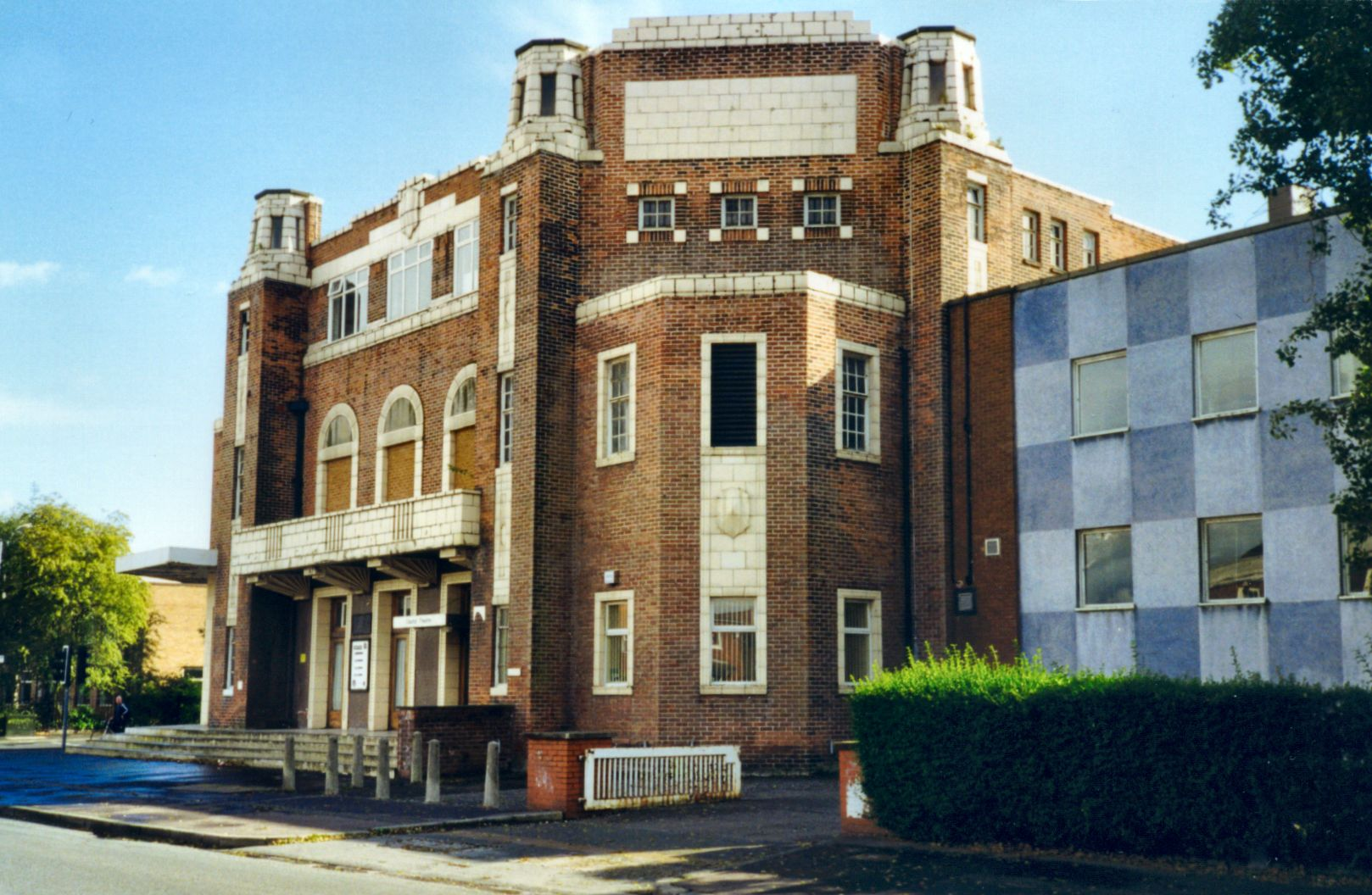
램버트가 1950년대 후반에 일했던 맨체스터 디즈베리의 ABC 위켄드 TV 스튜디오

그라나다에서 해고된 후 램버트는 맨체스터의 독립방송사인 ABC 위켄드 TV에서 속기사로 일하기 시작했다. 이후 드라마국장의 비서가 되었고 <스테이트 유어 케이스> (State Your Case)라는 프로그램의 제작 비서가 되었다. 이때를 계기로 관리국에서 제작국으로 보직을 옮겨, 신임 드라마국장 시드니 뉴먼이 기획한 ABC의 인기 드라마 <암체어 시어터> (Armchair Theatre), <어벤저스> (The Avengers)의 초창기 에피소드에 참여해 드라마 프로그래밍을 맡게 되었다.
당시에는 생방송 체제가 주를 이뤘기 때문에 우여곡절이 많았다. 1958년 11월 28일 램버트가 <암체어 시어터>의 제작보조로 참여할 당시, <언더그라운드>의 한 배우가 갑작스레 사망하면서 테드 코체프 감독이 배우들과 함께 빈자리를 수습하는 사이 스튜디오 갤러리에서 카메라 감독을 임시로 맡기도 했다.
1961년 램버트는 ABC를 떠나 뉴욕의 독립 제작사인 탤런트 어소셰이츠 (Talent Associate)에 취직, 미국의 텔레비전 프로듀서 데이비드 서스카인드 (David Susskind)의 개인비서로 1년 동안 일했다. 영국으로 돌아온 그녀는 감독이 되리라는 야망을 가지고 ABC에 다시 취직했으나, 제작 보조로만 남을 뿐 승진은 불가능하다는 사실을 알았다. 그녀는 1년 안에 어떠한 성취도 이루지 못한다면 텔레비전 업계에서 손을 떼기로 결심했다.

## BBC 경력

### 닥터 후 프로듀서
1962년 12월 시드니 뉴먼은 ABC를 떠나 BBC 텔레비전의 드라마국장에 임명되었고, 이듬해 램버트도 BBC에 발을 들이게 되었다. 뉴먼은 토요일 이른 저녁 시간대를 메꿀 교육용 SF 드라마로 닥터 후라는 프로그램을 개인적으로 기획하고 있었고, 베리티에게 프로듀서를 맡아 달라고 부탁했다. 이 드라마는 경찰 박스로 위장한 타임머신 '타디스'를 타고 여러 시공간을 여행하는 닥터라는 노인을 주인공으로 삼은 모험 드라마였다. 당시 이 드라마가 장기적으로 방영될 것으로는 누구도 예상치 못하여, 13주 정도 방영될 것이라는 전망도 있었다.
램버트에게 프로듀서직을 제안하기에 앞서 시드니 뉴먼은 돈 테일러, 숀 서튼에게 한번 제의하였으나 두 사람 모두 거절하였다고 한다. 뉴먼은 1993년 닥터 후 매거진과의 인터뷰에서 "내가 그때 가장 잘한 일은 베리티 램버트를 찾은 것"이라고 회고하기도 했다. "나는 베리티가 똑똑한 사람으로 기억한다. 표현을 빌리자면 혈기왕성한 (full of piss and vinegar) 사람이었다. 제작보조로서 그리 높은 수준은 아니었지만 배짱도 있었고 나와 싸우고 논쟁하곤 했다."
1963년 6월 BBC로 이직할 당시 램버트는 경험이 더 많은 동료 프로듀서인 머빈 핀필드를 소개받았다. 몇달간의 제작기간을 거쳐 1963년 11월 23일 닥터후는 처음으로 전파를 탔으며, 작중 등장한 달렉 등의 외계 생명체이 인기를 끌면서 성공을 거두었다. 램버트의 상사이자 시리얼 (여러 화로 구성된 이야기 단위) 담당자 도널드 윌슨은 달렉이 등장하는 각본은 쓰지 말라고 강력히 권고했으나, 해당 시리얼이 높은 시청률을 기록하자, 램버트가 자신보다 이 드라마를 훨씬 더 잘 알고 있다는 것을 깨닫고 그녀가 무슨 결정을 하든 더 이상 방해하지 않겠다고 말했다고 한다. 닥터후와 달렉의 성공은 언론으로 하여금 램버트 본인에 대해서도 관심을 끄는 계기가 되었다. 1964년 데일리 메일은 드라마 특집 기사를 실으면서 젊은 프로듀서의 외모에 초점을 맞췄다. "달렉의 활약은... 베리티 램버트라는 눈에 띄게 매력적인 28세의 젊은 여성이 진행한다. BBC TV에서 막내일 뿐만 아니라 유일한 여성 드라마 프로듀서로 활동하고 있다...."
램버트는 닥터후의 시즌1, 시즌2와 시즌3의 1부를 제작을 맡았고 1965년 프로듀서직에서 물러났다. 이에 대해 램버트는 "드라마에 새로운 활기가 필요한 때가 왔다"며 30년 뒤 닥터후 매거진과의 인터뷰에서 밝혔다. "닥터후를 좋아하지 않았던 것이 아니라, 그저 때가 왔다고 느꼈을 뿐이었다. 70개 프로그램을 맡은 것이나 다름없는 굉장히 쉴틈없는 18개월이었다. 지금이야 어느 누구든 그 연속극을 영원히 맡아주리란 걸 알지만, 그때는 닥터후가 조금 다른 시선의 누군가가 와서 봐주는 게 필요하다고 느꼈던 것 같다." 램버트가 제작한 에피소드 가운데에는 아쉽게도 소실된 에피소드가 몇가지 있는데 Marco Polo 전편, The Reign of Terror 2화, The Crusade 2화, Galaxy 4 3화, Mission to the Unknown 1화 등이었다. 이들은 베리티가 프로듀서로 일하던 초창기에 제작된 편으로서 BBC 아카이브에 보존되지 않았다.

## 개인사
1973년 램버트는 텔레비전 감독 콜린 벅시 (Colin Bucksey)와 결혼하였으나 1984년 별거에 들어가 1987년에 이혼했다. 두 사람 사이에 자녀는 없었는데 한 인터뷰에서 "애는 버틸 수가 없다, 아니, 애들은 좋다. 부모가 그 애를 데려가는 한 말이다"라고 밝힌 적이 있다.

## 유산
몬티 파이튼의 비행 서커스의 코미디 스케치 "Buying a Bed"에서 에릭 아이들은 "Mr Verity"라는 세일즈맨을 연기하고, 그레이엄 채프먼은 "Mr Lambert"라는 세일즈맨을 연기한다. 이 스케치는 1969년 12월 7일 BBC 1에서 방송된 시즌 1 8화의 한 코너로 방영됐다.
2013년 닥터 후 50주년을 맞아 BBC는 드라마의 탄생비화에 관한 드라마를 기획하여 그해 11월에 방영했다. 제목은 <An Adventure in Space and Time> (시공간의 모험)으로 베리티 램버트는 배우 제시카 레인이 연기하였다.